# Wenilon (archevêque de Sens)
Cet article concerne l'archevêque de Sens. Pour l'archevêque de Rouen de la même période, voir Vénilon.
Wenilon, Vénilon ou Ganelon fut archevêque de Sens de 840 environ jusqu'à sa mort en 865.

## Biographie
Sa carrière est connue principalement par le Libellus proclamationis adversus Wenilonem archiepiscopum Senonum, acte d'accusation porté contre lui par le roi Charles le Chauve, pour des actes anti-canoniques commis à la suite de sa trahison, devant le concile de Savonnières le 14 juin 859.
Avant son accession à l'épiscopat, il était clerc de la chapelle personnelle de Charles le Chauve. Quand celui-ci reçut la part de l'empire de Louis le Pieux qui lui revenait, le siège métropolitain de Sens était vacant ; le nouveau roi assura l'élection sur ce siège de son serviteur.
En 847, il ordonne le transfert des reliques d'Altin, Eodald, Potentien et Savinien vers l'abbaye de Saint-Pierre-le-Vif à Sens.
Le 6 juin 848, après le ralliement de la noblesse d'Aquitaine à Charles le Chauve, l'archevêque Wenilon sacra ce dernier roi de Francie occidentale dans la cathédrale Sainte-Croix d'Orléans ; c'est historiquement le premier sacre royal dans la pars occidentalis de l'Empire franc.
Il est l'un des trois archevêques (« métropolitains ») qui, aux côtés de Charles le Chauve, assistent au concile de Soissons convoqué par Hincmar pour le 22 avril 853 : il s'agit d'entériner ou de récuser les nominations de clercs faites à Reims par Ebbon. En 853, les ordinations antécédentes d'Ebbon sont également déclarées illégales par le concile de Soissons mais le roi use de son pouvoir pour demander et obtenir leur rétablissement.
Le 21 mars 858, le royaume est en plein troubles et les Normands, qui ravageaient la vallée de la Seine depuis 856, étant retranchés sur l'île fluviale d'Oscellus (entre Jeufosse et Bonnières), le roi Charles réunit une assemblée à Quierzy pour réagir ; à cause des nombreuses défections, de grands dignitaires laïcs et ecclésiastiques y renouvelèrent leur serment de fidélité au souverain, mais l'archevêque Wenilon n'y était pas. Il rejoignit le roi avec d'autres grands à Bernes en juin, et apposa sa signature à la charte de fidélité. Dans cette assemblée de Bernes, Wenilon et ses suffragants rédigèrent d'autre part une lettre au pape pour obtenir l'autorisation de déposer l'évêque de Nevers Hériman, atteint de troubles mentaux.
Fin juin, le roi Charles descendit l'Oise et la Seine à la tête d'une flottille et s'installa le 1er juillet devant l'île d'Oscellus, où il devait rester jusqu'au 23 septembre, rejoint en août par son neveu Lothaire II. Mais les annonces de révoltes et de défections à travers le royaume se multipliaient ; plusieurs grands s'étaient défilés à l'assemblée de Bernes, et l'archevêque Wenilon lui-même, prétextant une maladie, avait obtenu l'autorisation de rentrer à Sens.
Au cours du mois de juillet, des comtes félons (notamment Eudes de Troyes) se rendirent auprès de Louis le Germanique à Francfort et le supplièrent de délivrer le royaume occidental de la « tyrannie » de Charles. Aisément convaincu, Louis rassembla une armée à Worms, partit à la mi-août, était au palais de Ponthion le 1er septembre (et y reçut le serment de nobles occidentaux qui voulaient se rallier à lui), puis passa par Châlons-en-Champagne, Queudes, et arriva à Sens ; ensuite il poussa jusqu'à l'Orléanais où il reçut des ralliements de nobles d'Aquitaine, de Neustrie et de Bretagne. Wenilon était de ceux qui s'étaient ralliés à lui, et il obtint de lui toutes sortes de faveurs. 
Le 23 septembre, le roi Charles, trahi de toutes parts, quitta les abords de l'île d'Oscellus, abandonnant sa flottille aux Normands, campa un temps à Brienne-le-Château, où il tenta en vain de négocier avec son frère, qui était revenu à Queudes, et le 12 novembre dut s'enfuir vers la Bourgogne, tandis que Louis se rendait à Troyes et y distribuait comtés, monastères et propriétés (et nommait le diacre Tortold, neveu de Wenilon, à l'évêché de Bayeux qui était vacant). Ensuite, Louis, accompagné entre autres de Wenilon, gagna le palais d'Attigny (appartenant à Charles), où l'archevêque célébra des messes publiques à son service alors qu'il n'était pas dans sa province, et de plus parmi des excommuniés. En janvier 859, Charles, ayant réussi à rassembler des forces en Bourgogne, parvint à rejeter les troupes de son frère hors des limites de son royaume.
En juin suivant, un concile important se réunit à Savonnières près de Toul, en présence de trois rois : Charles le Chauve et ses neveux Lothaire II et Charles de Provence. C'est dans cette assemblée que le roi Charles mit Wenilon en accusation, et son cas fut déféré devant une commission composée de Rémi de Lyon, Hérard de Tours, Wenilon de Rouen et Raoul de Bourges. Le procès, en l'absence de l'accusé, aboutit seulement à l'envoi d'une lettre rédigée par Hérard de Tours. Finalement, Wenilon se réconcilia avec le roi Charles avant la fin de l'année et conserva son siège.
Plusieurs lettres figurant dans la correspondance de Loup de Ferrières appartiennent au courrier de l'archevêque Wenilon, qui utilisait la plume réputée de l'abbé : lettre du clergé de Paris au métropolitain après la mort de l'évêque Erchanrade II (856), annonçant le choix d'Énée, conforme à la volonté du roi Charles (n° 98) ; lettre de Wenilon et de ses suffragants au clergé de Paris, déplorant la mort d'Erchanrade et approuvant le choix d'Énée (n° 99) ; lettre de Wenilon aux évêques de Gaule et d'Italie leur recommandant deux moines de Ferrières se rendant à Rome (n° 101) ; autre lettre de recommandation pour un moine de Ferrières se rendant aussi à Rome (n° 106) ; lettre de Wenilon et de ses suffragants Héribald d'Auxerre et Agius d'Orléans à Erchanrade de Paris pour qu'il se joigne à un concile provincial à Moret-sur-Loing (n° 115) ; et la lettre adressée par Wenilon et ses suffragants au pape Nicolas Ier à propos du désordre mental de l'évêque Hériman de Nevers (n° 130).
Après que Jean Scot Érigène eut publié son De divina prædestinatione (851), c'est l'archevêque Wenilon qui adressa à son suffragant Prudence de Troyes dix-neuf propositions tirées de cet ouvrage pour qu'il les réfute (De prædestinatione contra Johannem Scotum). En 856, après l'élection de l'évêque Énée de Paris, le même Prudence de Troyes, empêché par une maladie de se rendre au concile provincial devant statuer sur ce choix, adressa à l'archevêque l'Epistola tractoria ad Wenilonem, où il donnait son accord à la validation de l'élection à condition qu'Énée souscrive à quatre propositions sur la « double prédestination » (proches des thèses de Gottschalk d'Orbais, et qu'Hincmar de Reims, prévenu, considéra comme contraires à l'orthodoxie).
Sous l'épiscopat de Wenilon, le visionnaire Audrad le Petit fut chorévêque du diocèse de Sens de 847 à 849, jusqu'au concile de Paris de cette dernière année, où tous les chorévêques furent déposés.
C'est sa trahison de 858 qui inspirera le personnage du traître Ganelon dans la chanson de Roland, malgré le fait que la mort véritable de Roland est bien antérieure à la vie de Wenilon de Sens.